# Tetsuya Ōkubo
Tetsuya Ōkubo (japanisch 大久保 哲哉 Ōkubo Tetsuya; * 9. März 1980 in der Präfektur Kanagawa) ist ein japanischer Fußballspieler.

## Karriere
Ōkubo erlernte das Fußballspielen in der Schulmannschaft der Yokosuka High School und der Universitätsmannschaft der Komazawa-Universität. Seinen ersten Vertrag unterschrieb er 2003 bei den Yokohama FC. Der Verein spielte in der zweithöchsten Liga des Landes, der J2 League. Für den Verein absolvierte er 37 Ligaspiele. 2005 wechselte er zum Drittligisten Sagawa Express Tokyo. 2007 wechselte er zum Erstligisten Kashiwa Reysol. Für den Verein absolvierte er zwei Erstligaspiele. 2008 wechselte er zum Zweitligisten Avispa Fukuoka. Für den Verein absolvierte er 125 Erstligaspiele. 2011 wechselte er zum Erstligisten Montedio Yamagata. Für den Verein absolvierte er 20 Erstligaspiele. 2012 wechselte er zum Zweitligisten Yokohama FC. Für den Verein absolvierte er 69 Ligaspiele. 2014 wurde er an den Ligakonkurrenten Tochigi SC ausgeliehen. Für den Verein absolvierte er 36 Ligaspiele. 2015 kehrte er zu Yokohama FC zurück. Für den Verein absolvierte er 103 Ligaspiele. 2018 wechselte er zum Drittligisten Thespakusatsu Gunma. Für den Verein absolvierte er 20 Ligaspiele.